# Đường Võ Văn Kiệt, Thành phố Hồ Chí Minh
Đường Võ Văn Kiệt hay Đại lộ Võ Văn Kiệt là một tuyến đường trục xuyên tâm của Thành phố Hồ Chí Minh, kết nối cửa ngõ phía tây với trung tâm thành phố. Đường này là một phần của Đại lộ Đông – Tây dài 22 km từ ngã ba Cát Lái (thành phố Thủ Đức) đến Quốc lộ 1 (huyện Bình Chánh).

## Quy mô
Đường Võ Văn Kiệt có chiều dài toàn tuyến là 13,428 km, điểm đầu giao với đường Tôn Đức Thắng tại Quận 1 và điểm cuối giao với Quốc lộ 1 tại huyện Bình Chánh. Tuyến đường đi qua 6 quận, huyện của thành phố là Quận 1, Quận 5, Quận 6, Quận 8, Bình Tân và huyện Bình Chánh. Trong đó, đoạn chạy dọc kênh Bến Nghé và kênh Tàu Hủ từ Quận 1 đến cầu Lò Gốm (Quận 6) rộng 42 m với 8 làn xe, đoạn còn lại từ cầu Lò Gốm đến Quốc lộ 1 rộng 60 m với 10 làn xe.

## Lịch sử

Bản đồ Sài Gòn và Chợ Lớn năm 1923 thể hiện tuyến đường cặp theo rạch Bến Nghé từ Sài Gòn vào Chợ Lớn

Phần lớn chiều dài của đại lộ Võ Văn Kiệt đi qua nội đô thành phố, cặp theo bờ bắc của kênh Bến Nghé và kênh Tàu Hủ. Đoạn đường này có từ thời Pháp thuộc với tên gọi route basse de Saigon à Cholon (đường Sài Gòn – Chợ Lớn dưới) để phân biệt với route haute de Saigon à Cholon (đường Sài Gòn – Chợ Lớn trên, vốn là một phần của con đường cái quan có từ trước đó, nay là đường Nguyễn Trãi). Về sau, đường này được chia làm ba đoạn và lần lượt được đặt ba tên khác nhau. Đoạn thuộc địa phận thành phố Sài Gòn (từ đường Tôn Đức Thắng đến đường Nguyễn Văn Cừ ngày nay) được gọi là Quai de l'Arroyo Chinois, đến tháng 10 năm 1914 thì đổi thành Quai de Belgique (có nghĩa là "Bến Bỉ Quốc", tên được đặt để thể hiện sự ngưỡng mộ của chính quyền thuộc địa đối với phong trào đấu tranh của Bỉ chống lại cuộc xâm lược của Đức vào giai đoạn đầu của Chiến tranh thế giới thứ nhất). Đoạn tiếp theo (từ đường Nguyễn Văn Cừ đến đường Hải Thượng Lãn Ông ngày nay) gọi là Quai de Choquan (Bến Chợ Quán). Đoạn còn lại (từ đường Hải Thượng Lãn Ông đến rạch Lò Gốm) được gọi là Quai de Mytho (Bến Mỹ Tho). Bên cạnh đó, vào khoảng năm 1890, chính quyền còn cho xây dựng một tuyến đường sắt dài 6 km chạy từ Sài Gòn vào đến Chợ Lớn dọc theo tuyến đường này.
Năm 1952, chính quyền Quốc gia Việt Nam đổi tên Bến Chợ Quán thành Bến Ngô Quyền, Bến Mỹ Tho thành Bến Lê Quang Liêm. Năm 1955, chính quyền Việt Nam Cộng hòa lại đổi Quai de Belgique thành Bến Chương Dương, Bến Ngô Quyền thành Bến Hàm Tử. Năm 1985, Ủy ban nhân dân Thành phố Hồ Chí Minh đổi tên Bến Lê Quang Liêm thành đường Trần Văn Kiểu.

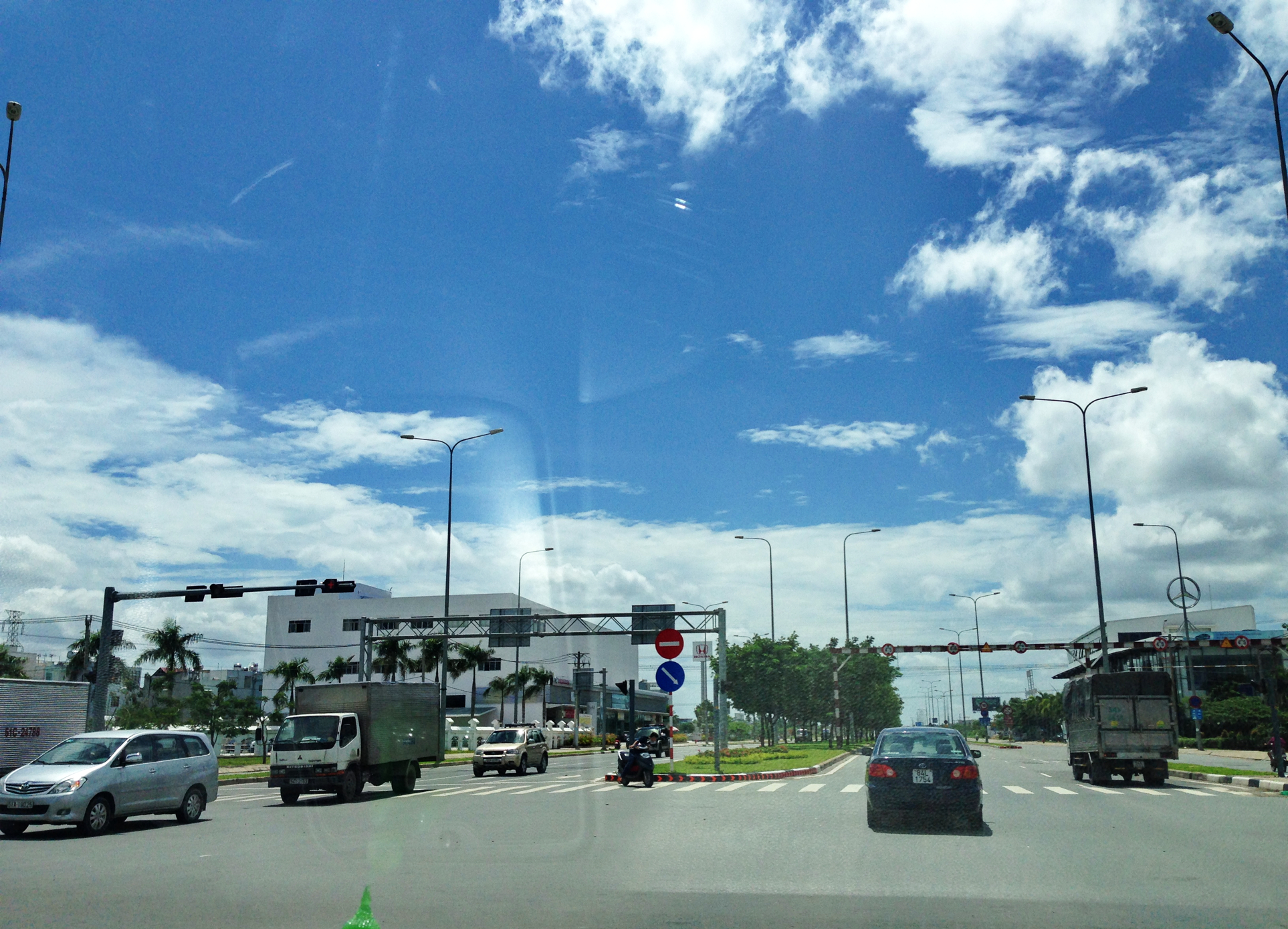
Đoạn đường qua phường An Lạc, quận Bình Tân

Ngày 5 tháng 7 năm 2000, Thủ tướng Chính phủ ban hành Quyết định số 622/QĐ-TTg về việc phê duyệt đầu tư Dự án xây dựng đại lộ Đông – Tây Thành phố Hồ Chí Minh. Trong đó 8,2 km của dự án này đi theo hướng tuyến của đường Trần Văn Kiểu, đường Hàm Tử và Bến Chương Dương. Dự án được khởi công vào đầu năm 2005, một trong các gói thầu là "xây dựng đường phía tây và mở rộng đường ven kênh". Ngày 2 tháng 9 năm 2009, giai đoạn 1 của dự án từ Quận 1 đến huyện Bình Chánh được thông xe. Ngày 21 tháng 4 năm 2011, đoạn đường này chính thức được đặt tên là đường Võ Văn Kiệt như hiện nay, theo Quyết định số 2030/QĐ-UBND của Ủy ban nhân dân thành phố; các tên đường Bến Chương Dương và Hàm Tử bị xóa bỏ, riêng tên đường Trần Văn Kiểu được chuyển sang đặt cho đường số 11 thuộc khu dân cư Bình Phú, Quận 6.

## Nối dài tuyến đường
Năm 2015, Thành phố Hồ Chí Minh cho khởi động dự án đường nối đại lộ Võ Văn Kiệt với cao tốc Thành phố Hồ Chí Minh – Trung Lương. Dự án có chiều dài 2,7 km, điểm đầu tại nút giao Võ Văn Kiệt – Quốc lộ 1 và điểm cuối tại đường dẫn cao tốc Thành phố Hồ Chí Minh – Trung Lương (nay là đường Võ Trần Chí), quy mô 2 đường song hành, mỗi đường có 1 làn xe hỗn hợp và 1 làn ô tô. Công trình dự kiến hoàn thành vào cuối năm 2017, tuy nhiên đến thời điểm đó chỉ mới đạt khoảng 12% khối lượng và bị ngừng thi công. Ngoài ra, Công ty Yên Khánh, nhà đầu tư của dự án, bị đánh giá là "một đơn vị năng lực kém" và vướng vào nhiều vụ án hình sự sau này.